# یواس‌اس مینگوی (۱۸۶۳)
یواس‌اس مینگوی (۱۸۶۳) (به انگلیسی: USS Mingoe (1863)) یک کشتی بود که طول آن ۲۰۵ فوت (۶۲ متر) بود. این کشتی در سال ۱۸۶۳ ساخته شد.